# تقاطع (فیلم ۱۹۹۴)
تقاطع (به انگلیسی: Intersection) فیلمی محصول سال ۱۹۹۴ و به کارگردانی مارک رایدل است. در این فیلم بازیگرانی همچون ریچارد گی‌یر، شارون استون، لولیتا داویدوویچ، مارتین لاندو، دیوید سلبی، جنیفر موریسون و تیموتی وبر ایفای نقش کرده‌اند.